# Адміністративна реформа в Україні 2010
Адміністративна реформа в Україні 2010-2011 років (адміністративна реформа Президента Януковича) полягала у масштабній реорганізації центральних органів виконавчої влади України. Замість 112 центральних та урядових органів було утворено 72.

## Політичне підґрунтя
Через деякий час після обрання на виборах Президента України 2010 року Віктора Януковича було відновлено дію Конституції України в редакції 1996 року. Деякі журналісти і політики назвали це конституційним переворотом та узурпацією влади. Фактично, Президенту було повернуто широкі повноваження з управління діяльністю центральних органів виконавчої влади.

## Етапи

### Указ 2010 року
9 грудня 2010 року Президент оптимізував систему центральних органів виконавчої влади України. З 2011 до 2014 року у нього було внесено більше десятка змін.
Перелік створених органів у порядку згадування в Указі:
| Орган, що створюється | Орган, що передає повноваження |
| --- | --- |
| Міністерство аграрної політики та продовольства України * Державна інспекція сільського господарства України | Міністерство аграрної політики України (реорганізація) |
| Міністерство економічного розвитку і торгівлі України | Міністерство економіки України (реорганізація) |
| Міністерство енергетики та вугільної промисловості України | Міністерство палива та енергетики України (реорганізація) Міністерство вугільної промисловості України (реорганізація) |
| Міністерство інфраструктури України * Державна авіаційна служба України * Державна служба зв'язку України * Державна служба морського та річкового транспорту України                                                     | Міністерство транспорту та зв'язку України (реорганізація) |
| Міністерство культури України * Державне агентство України з питань кіно | Міністерство культури і туризму України (реорганізація) |
| Міністерство надзвичайних ситуацій України * Державна служба гірничого нагляду та промислової безпеки України * Державне агентство України з управління зоною відчуження * Державна інспекція техногенної безпеки України | Міністерство України з питань надзвичайних ситуацій та у справах захисту населення від наслідків Чорнобильської катастрофи (реорганізація) |
| Міністерство освіти і науки, молоді та спорту України * Державна служба інтелектуальної власності України * Державна служба молоді та спорту України                                                                      | Міністерство освіти і науки України (реорганізація) Міністерство України у справах сім'ї, молоді та спорту (реорганізація) |
| Міністерство екології та природних ресурсів України * Державна екологічна інспекція України * Державна служба геології та надр України                                                                                    | Міністерство охорони навколишнього природного середовища України (реорганізація) |
| Міністерство регіонального розвитку, будівництва та житлово-комунального господарства України | Міністерство регіонального розвитку та будівництва України (реорганізація) Міністерство з питань житлово-комунального господарства України (реорганізація) |
| Міністерство соціальної політики України * Державна інспекція України з питань праці | Міністерство праці та соціальної політики України (реорганізація) |
| Державна архівна служба України | Державний комітет архівів України (реорганізація) Міністерство України з питань надзвичайних ситуацій та у справах захисту населення від наслідків Чорнобильської катастрофи (передача функцій з реалізації державної політики у сфері створення та забезпечення функціонування системи страхового фонду документації) |
| Державна ветеринарна та фітосанітарна служба України | Державний комітет ветеринарної медицини України (реорганізація) Міністерство аграрної політики України (передача функцій з реалізації державної політики у сфері охорони прав на сорти рослин) |
| Державна виконавча служба України | Департамент державної виконавчої служби Міністерства юстиції (функції з реалізації державної політики у сфері організації виконання рішень судів та інших органів (посадових осіб) відповідно до законів) |
| Державна казначейська службу України | Державне казначейство Міністерства фінансів (передача функцій у сфері казначейського обслуговування державного бюджету) |
| Державна міграційна служба України | функції з реалізації державної політики з питань громадянства, імміграції та реєстрації фізичних осіб, а також у справах міграції в межах, визначених законодавством про біженців |
| Державна пенітенціарна служба України | Державний департамент України з питань виконання покарань (реорганізація) |
| Державна податкова служба України | Державна податкова адміністрація України (реорганізація) |
| Державна пробірна служба України | функції з реалізації державної політики у сфері державного пробірного контролю |
| Державна реєстраційна служба України | Міністерство юстиції України (функції з реалізації державної політики у сфері реєстрації юридичних осіб та фізичних осіб - підприємців, у сфері реєстрації релігійних організацій, реалізації державної політики у сфері реєстрації)                                                                                   |
| Державна санітарно-епідеміологічна служба України | функції з реалізації державної політики у сфері забезпечення санітарного та епідемічного благополуччя населення; |
| Державна служба з питань інвалідів та ветеранів України | Державний комітет України у справах ветеранів (реорганізація) функція з реалізації державної політики у сфері соціального захисту інвалідів |
| Державна служба статистики України | Державний комітет статистики України (реорганізація) |
| Державна служба технічного регулювання України | Державний комітет України з питань технічного регулювання та споживчої політики (реорганізація) |
| Державна служба України з лікарських препаратів і контролю за наркотиками | Державна інспекція з контролю якості лікарських засобів Міністерства охорони здоров'я України (реорганізація) Державний комітет України з питань контролю за наркотиками (реорганізація) |
| Державна служба України з питань захисту персональних даних | |
| Державна служба України з питань протидії ВІЛ-інфекції/СНІДу та інших соціально небезпечних захворювань | |
| Державна служба фінансового моніторингу України | Державний комітет фінансового моніторингу України (реорганізація) |
| Державне агентство водних ресурсів України | Державний комітет України по водному господарству (реорганізація) |
| Державне агентство екологічних інвестицій України | Національне агентство екологічних інвестицій України (реорганізація) |
| Державне агентство з енергоефективності та енергозбереження України | Національне агентство України з питань забезпечення ефективного використання енергетичних ресурсів (реорганізація) |
| Державне агентство з інвестицій та управління національними проектами України | Державне агентство України з управління національними проектами (реорганізація) Державне агентство України з інвестицій та розвитку (реорганізація) |
| Державне агентство з питань науки, інновацій та інформації України | Державний комітет України з питань науки, інновацій та інформатизації (реорганізація) |
| Державне агентство земельних ресурсів України | Державний комітет України із земельних ресурсів (реорганізація) |
| Державне агентство лісових ресурсів України | Державний комітет лісового господарства України (реорганізація) |
| Державне агентство резерву України | Державний комітет України з державного матеріального резерву (реорганізація) |
| Державне агентство рибного господарства України | Державний комітет рибного господарства України (реорганізація) |
| Державне агентство України з управління державними корпоративними правами та майном | Міністерство промислової політики України (реорганізація) |
| Державна архітектурно-будівельна інспекція України | функції з реалізації державної політики з питань державного архітектурно-будівельного контролю |
| Державна фінансова інспекція України | Головне контрольно-ревізійне управління України (реорганізація) |

Перелік органів, що ліквідовуються:
| Орган, що ліквідовується                                                            | Орган, якому передаються повноваження                                                                           |
| ----------------------------------------------------------------------------------- | --- |
| Державний комітет України з промислової безпеки, охорони праці та гірничого нагляду | Державна служба гірничого нагляду та промислової безпеки України Державна інспекція техногенної безпеки України |
| Вища атестаційна комісія України                                                    | Міністерство освіти і науки, молоді та спорту України                                                           |
| Український інститут національної пам'яті                                           | |
| Державний комітет України з питань регуляторної політики та підприємництва          | |
| Державний комітет України у справах національностей та релігій                      | |

Перелік перейменувань:
| Стара назва                                    | Нова назва                                      |
| ---------------------------------------------- | ----------------------------------------------- |
| Державний комітет ядерного регулювання України | Державна інспекція ядерного регулювання України |
| Національне космічне агентство України         | Державне космічне агентство України             |

#### Підприємства
Адміністративною реформою передбачено об'єднання усіх підприємств, що виробляють зброю.
Планувалось, що новостворене державне господарське об'єднання отримає назву «Укроборонекспорт», але у остаточному Указі воно отримало назву «Укроборонпром».

### Зміни 2011 року
6 квітня 2011 року Указом Президента України деякі функції міністерств було виділено у новостворені органи влади, деякі урядові органи реорганізовано, функції деяких ліквідованих покладаються у міністерства. Деякі органи влади перейменовано. Перелік створених органів у порядку згадування в Указі:
| Орган, що створюється                                                                          | Орган, що передає повноваження                                                            |
| ---------------------------------------------------------------------------------------------- | ----------------------------------------------------------------------------------------- |
| Державна служба України з лікарських засобів Державна служба України з контролю за наркотиками | Державна служба України з лікарських препаратів і контролю за наркотиками (реорганізація) |
| Державне агентство автомобільних доріг України                                                 | Державна служба автомобільних доріг України (реорганізація)                               |
| Державне агентство України з туризму та курортів                                               | Міністерство інфраструктури України (передача функцій)                                    |
| Державна інспекція навчальних закладів України                                                 | Міністерство освіти і науки, молоді та спорту України (передача функцій)                  |
| Державна інспекція України з безпеки на морському та річковому транспорті                      | Державна служба морського та річкового транспорту України (реорганізація)                 |
| Державна інспекція України з безпеки на наземному транспорті                                   | Державна автотранспортна служба України (реорганізація)                                   |
| Державна інспекція України з питань захисту прав споживачів                                    | Міністерство економічного розвитку і торгівлі України (передача функцій)                  |

Перелік органів, що ліквідовуються:
| Орган, що ліквідовується                       | Орган, якому передаються повноваження                                                                      |
| ---------------------------------------------- | --- |
| Державна служба зв'язку України                | Адміністрація Державної служби спеціального зв'язку та захисту інформації України                          |
| Державна служба технічного регулювання України | Міністерство економічного розвитку і торгівлі України Державна ветеринарна та фітосанітарна служба України |

Перелік перейменувань:
| Стара назва                                                                                   | Нова назва |
| --------------------------------------------------------------------------------------------- | --- |
| Міністерство регіонального розвитку, будівництва та житлово-комунального господарства України | Міністерство будівництва та житлово-комунального господарства України (12 травня 2011 року міністерству повернено попередню назву) |
| Державне агентство з питань науки, інновацій та інформації України                            | Державне агентство з питань науки, інновацій та інформатизації України                                                             |

### Ліквідація Державної комісії з регулювання ринків фінансових послуг
23 листопада прийнято рішення ліквідувати Державну комісію з регулювання ринків фінансових послуг.